# Asplenium gilbertii
Asplenium gilbertii är en svartbräkenväxtart som beskrevs av George Richardson Proctor. Asplenium gilbertii ingår i släktet Asplenium och familjen Aspleniaceae. Inga underarter finns listade.